# Dick Passchier
Dick Passchier (Dordrecht, 16 maart 1933 – Kollum, 29 september 2017) was een Nederlands presentator.

## Levensloop
Passchier werd vooral bekend door de grote spelprogramma's die hij samen met Judith Bosch en Barend Barendse gedurende de jaren zeventig en tachtig voor de NCRV presenteerde, zoals Spel zonder grenzen, Zeskamp en Stedenspel. Samen met Judith Bosch presenteerde hij Tweekamp en in Zo Vader, Zo Zoon was hij pannellid. Ook is hij bekend door zijn werk als commentator bij de televisie-uitzendingen van het Koninginnedagdefilé tijdens de regeringsperiode van koningin Juliana. Hij voorzag deze uitzendingen van 1973 tot 1981 van commentaar. Daarnaast was hij vanaf 1972 enige jaren voorzitter van de nieuwe betaaldvoetbalclub FC Dordrecht. Tevens presenteerde hij vanaf 1976 de Mini-voetbalshow en was hij t/m 2006 presentator tijdens de jaarlijkse vlaggetjesdag in Scheveningen. Ook was hij in de jaren tachtig presentator bij het Fruitcorso in het Gelderse Tiel. Passchier was ook op de radio te horen. Hij presenteerde het culturele radioprogramma Pick Up over pas verschenen grammofoonplaten en het lunchpauzeprogramma Twaalfuurtje.
Passchier deed al zijn mediawerk naast zijn eigenlijke beroep: hij had een winkel in meubelen en oosterse geschenken in Zwijndrecht. Hij verdween eind jaren tachtig van de buis en verhuisde later naar Noorwegen. Hij woonde aan een fjord in Fure (gemeente Fjaler). Af en toe was hij te horen als correspondent in het programma Met het Oog op Morgen en Wereldnet. In 2004 kwam hij echter weer terug naar Nederland. Hij ging in het kleine Friese dorp Engwierum wonen, vlak bij zijn zoons. Toen de ziekte van Parkinson bij hem werd geconstateerd verhuisde hij naar een nabijgelegen woonzorgcentrum.
Passchier overleed onverwachts in 2017 op 84-jarige leeftijd in zijn woonplaats Kollum aan een hartstilstand.